# ناکوک
ناکوک فیلمی به کارگردانی امیر پورکیان، نویسندگی علی اصغری و تهیه‌کنندگی خانه فیلم پروان و امیر عابدی ساخته سال ۱۳۹۵ است.
«ناکوک» یک درام اجتماعی و نخستین اثر امیر پورکیان در مقام کارگردان است که نوع خاصی از مشکلات خانوادگی را مدنظر قرار داده‌است. این فیلم موفق به شرکت و اکران در جشنواره جهانی فیلم دوربان و همچنین جشنواره فیلم کازان روسیه شد.

## خلاصه داستان
آرش نوجوانی که به تازگی از بند مواد مخدر رها شده و با مادرش زندگی می‌کند، در کافه‌ای با دوستش که از برادر به او نزدیک‌تر است، مشغول کار است. پدر آرش که مدت‌ها قبل از ایران متواری شده و در فضای مجازی با فرزندش ارتباط گرفته، قرار است به ایران بازگردد، اما مسئله‌ای جدید و فضای ملتهبی در راه است.

## عوامل فیلم
کارگردان: امیر پورکیان، نویسنده: علی اصغری، تهیه‌کننده: خانه فیلم پروان و امیر عابدی
، فیلمبردار: مرتضی قیدی، طراح صحنه: آبتین برقی، صدابردار: محمد شاهوردی، صداگذار: حسن ابوالصدق، طراح چهره‌پردازی: الهام اطیابی، تدوین: حامد حسینی، مدیر تولید: ایرج رحمانی، موسیقی: شهریار حدادی، مشاور رسانه‌ای: مریم قربانی‌نیا و مشاور تبلیغات و فضای مجازی: سپیده هاشمی.